# Jete
Jete – gmina w Hiszpanii, w prowincji Grenada, w Andaluzji, o powierzchni 13,91 km². W 2011 roku gmina liczyła 909 mieszkańców.